# SK Himarë
El SK Himarë es un equipo de fútbol de Albania que juega en la Tercera División de Albania, la tercera liga de fútbol más importante del país.

## Historia
Fue fundado en el año 1923 en la ciudad de Himarë, en el distrito de Vlore y nunca ha jugado en la Kategoria Superiore.